# タチシノブ
タチシノブは、山野に普通なシダの一つ。非常に細かく葉が裂けるのが特徴的である。

## 特徴
タチシノブ(Onychium japonicum (Thunb.) Kunze)は、シダ植物門ホウライシダ科タチシノブ属の常緑性多年草である。
根茎は匍匐し、茶褐色で鱗片がある。多数の葉を出す。葉にはやや二形があり、胞子葉の方が背が高いが、形はあまり変わらず、栄養葉の方が裂片の先端がやや丸い程度。胞子葉は高さ60cmに達し、数も多いのでこちらがよく目立つ。
葉は全体に無毛、半分近くが葉柄である。葉柄は基部では紫褐色に色づき、先端に向けて緑になる。葉は概形としては卵状披針形、基部近くで幅広く、先端に向けて狭まる。葉身は3-4回羽状複葉に細かく裂ける。個々の裂片は細長くて先がとがる。全体に鮮やかな緑でつやがある。また、枝や裂片がいずれも主軸に対して小さな角度で出るので、全体に先の方へなびいているような枝振りになる。
胞子嚢群は細長く、裂片の中央に位置する。

## 生育環境
それほど深くない森林や林縁の日向などに生育し、林道わきなどにもちょっとした群落をよく見かける。本州（関東以西）、四国、九州、琉球、小笠原に分布し、朝鮮南部、中国からマレーシア、インドにかけて知られる。
立ち忍の名の由来は、葉の様子がシノブに似ていて、地上から葉を立てることによる。別名をカンシノブと言い、これは寒忍で常緑であることによる（シノブは落葉性）。

## 類似する植物
タチシノブ属には世界に約10種あるが、日本からはこの種のみが知られる。
外見的に似ている種はいくつかある。特に細かく葉の分かれるものは似て見える。例えばリシリシノブ、コウザキシダ、アオガネシダ、オオバヒノキシダなどであるが、それらは高山や深い森林などに出現するもので、普通に目にすることは少ない。ほぼ同じような場所に出現するホラシノブがむしろ紛れやすいかもしれないが、こちらは裂片が幅広く、その先端が丸いので区別できる。
このほか、琉球列島にはこれから名をもらったカンシノブホラゴケがある。コケシノブ科では特に大きくなり、細かな葉をもつものである。

## 利害
ない。